# Schwarzspitzen-Riffhai
Der Schwarzspitzen-Riffhai (Carcharhinus melanopterus) ist ein Hai aus der Familie der Requiem- oder Grauhaie.

## Erscheinungsbild

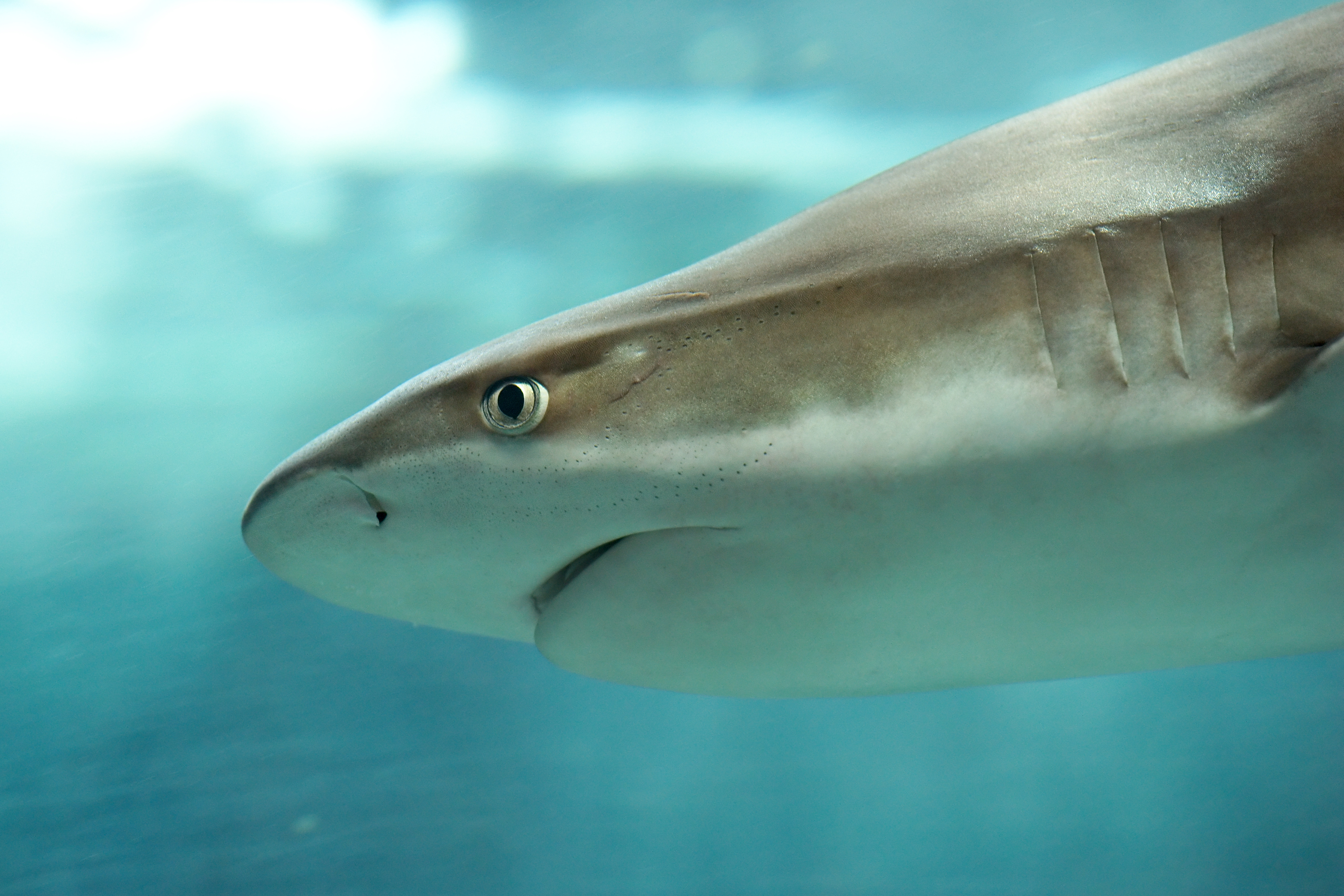
Nahaufnahme eines Schwarzspitzen-Riffhais im Aquarium Lüttich

Der Schwarzspitzen-Riffhai ist ausgewachsen mit einer Körperlänge von 160 bis rund 200 Zentimetern ein mittelgroßer Hai. Er hat eine breite und stumpfe Schnauze, wobei die erste Rückenflosse auf Höhe des Endes der freien Brustflosseninnenkante beginnt. Er hat keinen Interdorsalkamm.
Seine Grundfarbe ist grau bis graubraun, wobei seine Bauchseite weißlich gefärbt ist.
Seine Flossen haben eine unterschiedlich ausgeprägte schwarze Spitze mit einem schwarzen Saum an der Schwanzflosse. Die erste Rückenflosse hat eine sehr markante schwarze Spitze, die sich unten durch einen weißlichen Rand von der Rückenfärbung deutlich absetzt.
Die äußerst kleine zweite Rückenflosse befindet sich weit hinten. Die gegabelte Schwanzflosse ist im oberen Bereich deutlich länger als im unteren Teil. Er besitzt auf jeder Seite jeweils fünf Kiemenspalten unmittelbar vor den Brustflossen.
Seine Oberkieferzähne sind deutlich breiter als die Unterkieferzähne. Zudem sind sie leicht gesägt, während die Unterkieferzähne spitz zulaufen.
Die Augen des Schwarzspitzen-Riffhaies sind sehr gut entwickelt. Sie verfügen über eine reflektierende Schicht, das sogenannte Tapetum cellulosum lucidum, die geringes Restlicht verstärkt und den Hai auch bei fast völliger Dunkelheit sehen lässt. Das Seitenlinienorgan ist ein Sinnesorgan für Druckreize, also den Tast- und Hörsinn. Das Organ befindet sich auf der Laterallinie, in Höhe der Körpermitte, und dient neben dem Sehsinn der Orientierung bei Dunkelheit. Besonders gut entwickelt ist der Geruchssinn beim Schwarzspitzen-Riffhai. Der Geruchssinn befähigt ihn, einen Tropfen Blut auf eine Million Liter Wasser zu registrieren. Im Bereich des Kopfes verfügt dieser Hai über die sogenannten Lorenzinischen Ampullen, mit denen er schwache elektrische Felder wahrnehmen kann.
Eine Schwimmblase wie andere Fische hat der Schwarzspitzen-Riffhai nicht. Eine solche Schwimmblase würde den Auftrieb im Wasser regulieren. Stattdessen übernimmt seine sehr ölhaltige Leber diese Funktion. Schwarzspitzen-Riffhaie sind sehr gewandte und schnelle Schwimmer.

## Verbreitungsgebiet und Lebensweise

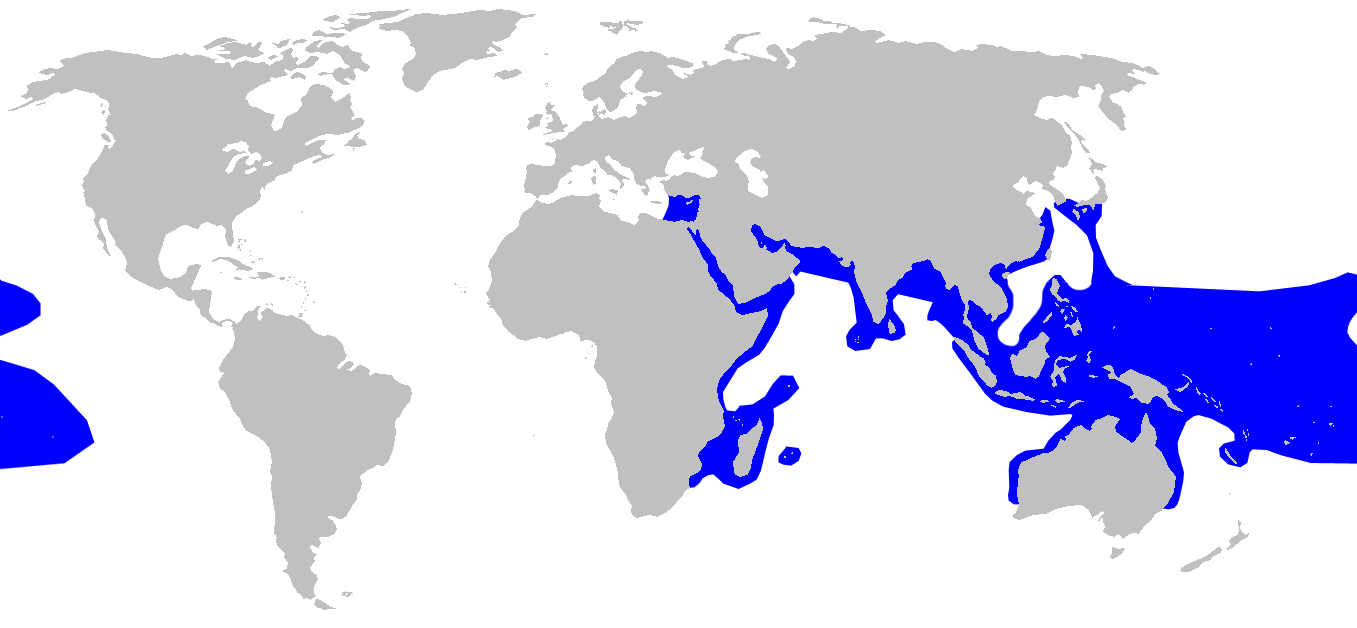
Verbreitungsgebiete des Schwarzspitzen-Riffhais

Das Verbreitungsgebiet des Schwarzspitzen-Riffhais ist der Indische Ozean, entlang der ostafrikanischen Küste bis zum Roten Meer und entlang der indischen Küste. Des Weiteren kommt er vor Madagaskar, den Seychellen und den Malediven, Thailand, Japan, den Philippinen, Australien (ohne Südaustralien) und vielen Inselgruppen des westlichen Zentralpazifiks vor.
Im östlichen Mittelmeer kommt er als Neozoon vor, in welches er wahrscheinlich durch den Suezkanal eingewandert ist.
Der Schwarzspitzen-Riffhai bevorzugt flaches Wasser, meist in der Gezeitenzone nahe der Wasseroberfläche, wobei die Rückenflosse aus dem Wasser ragen kann. Er ist jedoch auch in Wassertiefen von bis zu 75 Metern anzutreffen. Zusammen mit dem Weißspitzen- und dem Grauen Riffhai gehört er zu den häufigsten Arten in den Korallenriffen Ozeaniens. Die Art kann nicht nur Brackwasser (Madagaskar) ertragen, sondern sich für kurze Zeit im Süßwasser (Malaysien) aufhalten.
Studien konnten beweisen, dass adulte Schwarzspitzen-Riffhaie (und auch andere Arten) innerhalb ihrer Reviere bei der Jagd zusammenarbeiten und komplexe Beziehungen zueinander pflegen. Sie bilden organisierte Gruppen mit stabilen und langfristigen sozialen Bindungen zueinander, die mit Freundschaften verglichen werden können. Hierbei sind vor allem Geschlecht und Körpergröße für die Bildung einer Gruppe innerhalb einer örtlichen Population ausschlaggebend.
Zudem können sie sich anhand von Begegnungen mit ihnen bereits bekannten Schwarzspitzen-Riffhaien orientieren und ihre Reviere erkennen.
Bezüglich des Gewichts entspricht die Körper-Gehirn-Relation in etwa der von Säugetieren.
Ein Schwarzspitzen-Riffhai kann ein Alter von etwa 35 bis 40 Jahren erreichen.

## Fortpflanzung

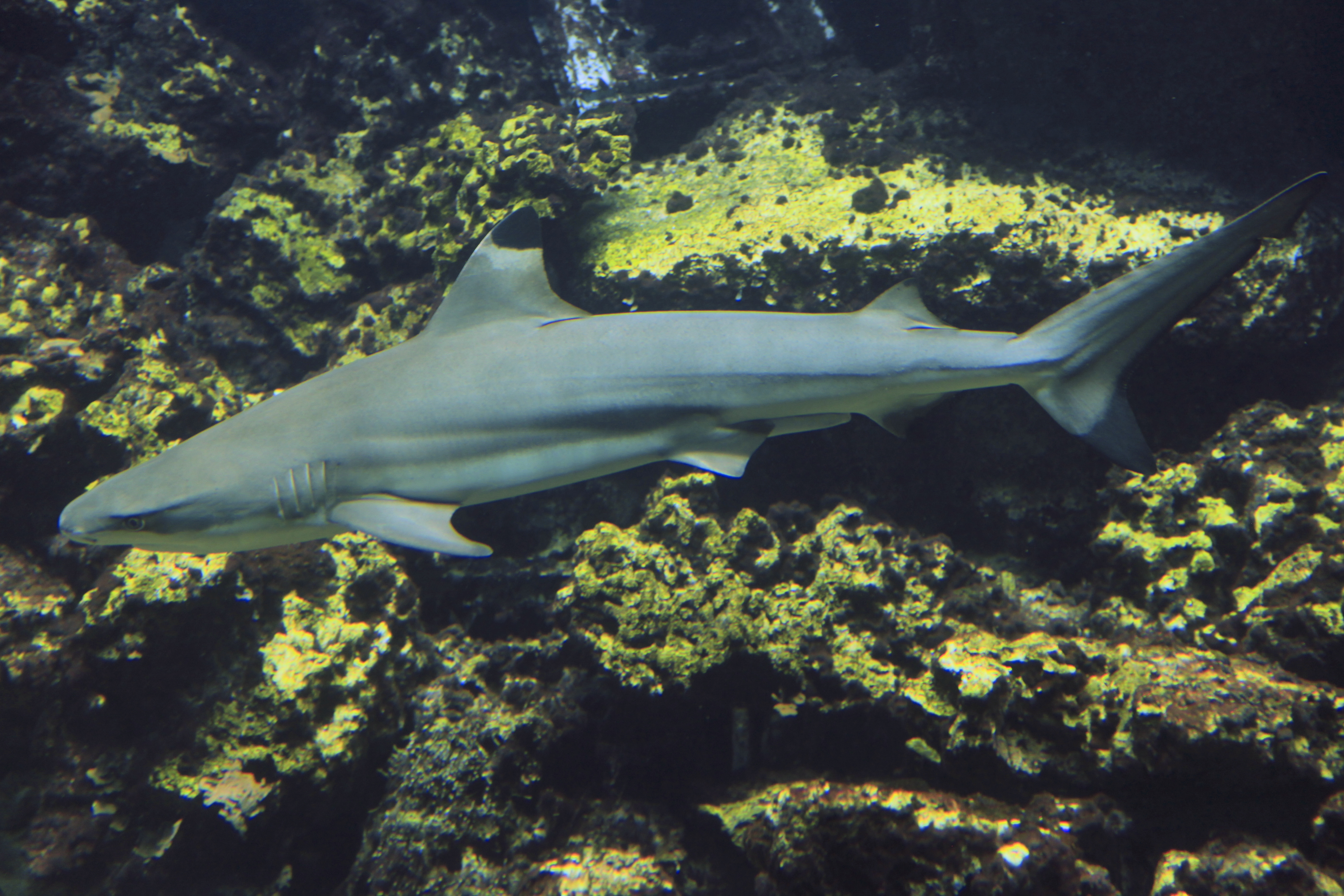
Schwarzspitzen-Riffhai im Tierpark Bochum

Der Schwarzspitzen-Riffhai erreicht die Geschlechtsreife mit einer Körperlänge von durchschnittlich 100 cm. Er gehört zu den Viviparen, also den lebend gebärenden Haien. Die eigentliche Paarung erfolgt in einer Bauch-zu-Bauch-Lage, meist im Flachwasser ihres Lebensraumes. Es kommt hierbei zu einer inneren Befruchtung. Die Trächtigkeit ist abhängig vom Verbreitungsgebiet. Im australischen Raum beträgt die Tragezeit rund neun Monate. Im Roten Meer und im Mittelmeer zieht sich die Trächtigkeit über etwa 16 Monate. Es werden meist zwei bis sechs Jungtiere zur Welt gebracht, die eine Geburtslänge von 35 bis 55 cm aufweisen. Sie sind gleich nach der Geburt selbständig. Die Mutter kümmert sich nicht weiter um ihren Nachwuchs.

## Nahrung
Seine Nahrung besteht üblicherweise aus Fischen und wirbellosen Tieren. Auch kleinere Hai- und Rochenarten werden gejagt.

## Aufeinandertreffen mit Menschen

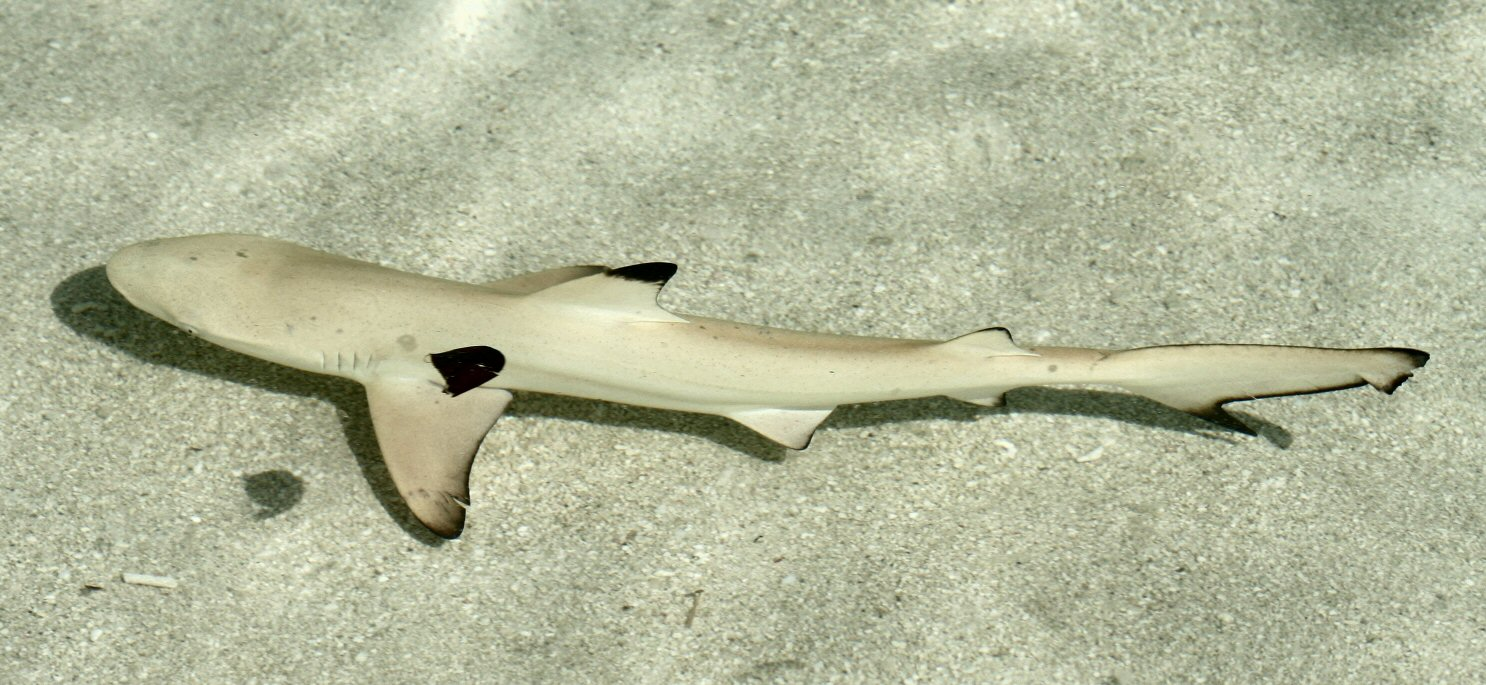
Junger Schwarzspitzen-Riffhai in Strandnähe

Bedingt durch die Lebensweise birgt diese Art ein nicht sehr großes Risiko für den Menschen. Trotzdem sind Unfälle bekannt, welche jedoch wahrscheinlich auf Unachtsamkeiten und Aufdringlichkeiten durch den Menschen selber provoziert wurden. Obwohl die Tiere grundsätzlich vorsichtig sind und Menschen aus dem Weg gehen, können sie auf Bedrohungen auch aggressiv reagieren. Da sie in sehr flachem Wasser leben, kann es auch zu Begegnungen beim Waten zum Beispiel in Lagunen kommen.
In der Roten Liste des IUCN (International Union for Conservation of Nature and Natural Resources) wird diese Art in der Gefährdungsklasse „Lower Risk“ geführt. Die Bestände sind zwar nicht akut vom Aussterben bedroht, aber gefährdet. Die Hauptgründe hierfür sind zum einen die Bejagung und Sportfischerei (Schwarzspitzen-Riffhaie sind beliebte Trophäen), die Zerstörung ihrer Habitate (vor allem Korallenriffe) und die Wasserverschmutzung.